# Retour au meilleur des mondes
Retour au meilleur des mondes (titre original : Brave New World Revisited) est un essai d'Aldous Huxley paru en 1958.
Dans cet ouvrage, écrit plus d'un quart de siècle après son roman d'anticipation dystopique Le Meilleur des mondes, l'auteur cherche à analyser si le monde a évolué dans la direction de la vision du futur qu'il avait eue au début des années 1930 ou s'il s'en était éloigné.

## Description
Lors de la rédaction de son roman d'anticipation dystopique Le Meilleur des mondes, Huxley ne cherchait pas à décrire une vision d'avenir. Mais, dans Retour au Meilleur des Mondes, il conclut que le monde se mettait à ressembler à celui de son roman.
Huxley analysa les causes de cet état de fait et en déduisit que cette évolution était due en grande partie à la surpopulation ainsi qu'à tous les moyens de contrôle disponibles sur les populations. Il était particulièrement intéressé par les effets de l'usage occasionnel de la drogue ainsi que par les messages subliminaux.
Retour au meilleur des mondes a un ton évidemment différent de son prédécesseur, par sa forme — c'est un essai et non un roman — et par l'évolution de la pensée de Huxley ; s'y ajoute sa conversion au Vedanta entre les deux ouvrages.